# Passerina caerulea
Passerina caerulea là một loài chim trong họ Cardinalidae.